# جيانكارلو فيراري
جيانكارلو فيراري (بالإيطالية: Giancarlo Ferrari)‏ هو نبال إيطالي، ولد في 22 أكتوبر 1942 في أبياتغراسو في إيطاليا.

## وصلات خارجية
- جيانكارلو فيراري على موقع أوليمبيديا (الإنجليزية)
- جيانكارلو فيراري على موقع اللجنة الأولمبية الإيطالية (الإيطالية)